# 長城橋駅
長城橋駅（ちょうじょうきょうえき、中国語：长城桥站、英語：Changcheng qiao Station）は河北省石家庄市橋西区にある石家荘地下鉄1号線の駅。2017年6月26日に、1号線の開業とともに供用開始された。

## 位置
長城橋駅は石家荘市橋西区の中山西路と西二環路の交差点にある。

## 駅構造
島式ホーム1面2線の地下駅。
| 地上     | 出入口     | A、B、C、D出入口                       |
| 地下一階 | 駅ロビー   | 券売機                                 |
| 地下二階 | 線路       | ■1号線 西王方面 （次の駅：時光街駅）   |
| 地下二階 | 島式ホーム |                                        |
| 地下二階 | 線路       | ■1号線 福沢方面 （次の駅：和平医院駅） |

## 出入口
出入口は4つ使用されている。
| 出入口番号 | 出入口がある場所、その周辺     |
| ---------- | ------------------------------ |
| 出口 · A   | 中山西路（北側）               |
| 出口 · B   | 中山西路（南側）、金城商務     |
| 出口 · C   | 中山西路（南側）、中国建設銀行 |
| 出口 · D   | 中山西路（北側）、八一幼児園   |

## 隣の駅
石家荘地下鉄
■1号線
時光街駅 - 長城橋駅 - 和平医院駅